# الفتاة الساحرة والعمليات الخاصة أسكا
الفتاة الساحرة والعمليات الخاصة أسكا (باليابانية: 魔法少女特殊戦あすか، بالروماجي: Mahō Shōjo Tokushusen Asuka) هي سلسلة مانغا يابانية من تأليف ماكوتو فوكامي [الإنجليزية] رسم سيغو تكا. نشرت من قبل سكوير إنكس في مجلة بيغ غانغان الشهرية، منذ 12 يونيو 2015 حتى 25 فبراير عام 2021. تم تجميع فصول في 14 مجلد تانكوبون. أنتجت إلى مسلسل أنمي تلفزيوني من قبل استوديو ليدين فيلمز، عرض الأنمي في 12 يناير عام 2019 واستمر عرضه حتى 30 مارس عام 2019، وتكون من 12 حلقة.

## القصة
تدور أحداث القصة عن وحوش خطيرة تعرف باسم ديساس هاجمت ودمرت كل شيء على الأرض، شكلت أرواح من عالم آخر تحالفًا مع الأرض ومنحت بعض الفتيات القدرة على أن يصبحن فتيات ساحرات للقتال ضد ديساس. بعد ثلاث سنوات من الحرب، تحاول إحدى الفتيات الساحرات أسوكا أوتوري، العودة إلى عيش حياة طبيعية. ومع ذلك تظهر ديساس مرة أخرى من مصدر غير معروف، مما دفع أسوكا إلى الخروج من التقاعد والإنضمام إلى الفتيات الساحرات لمحاربة هذا التهديد الجديد.

## الشخصيات

### السحرة الخمسة
أسوكا أوتوري (باليابانية: 大鳥居あすか، بالروماجي: Ōtorii Asuka) Rapture Asuka (ラプチャー☆あすか Rapuchā Asuka)
أداء صوتي: أيا سوزاكي
كورومي موغين / ممرضة الحرب كورومي (باليابانية: 夢源くるみ، بالروماجي: Mugen Kurumi)
أداء صوتي: أكيرا سيكيني [الإنجليزية]
ميا سايروس / فقط سبب ميا (باليابانية: ミア・サイラス، بالروماجي: Mia Sairasu)
أداء صوتي: إريكو ماتسوي
تامارا فولكوفا / فينيكس تامارا (باليابانية: タマラ・ヴォルコワ، بالروماجي: Tamara Vorukowa)
أداء صوتي: ماو إيتشيميتشي}}
لاو بيبي / شانتولون بيبي (باليابانية: ラウ・ペイペイ، بالروماجي: Rau Peipei)
أداء صوتي: يوكو هيكاسا
ساتشو (باليابانية: サッチュウ، بالروماجي: Sacchū)
أداء صوتي: كوكورو كيكوتشي
شوفالير فرانسين (باليابانية: シュバリエ☆ランシーヌ، بالروماجي: Shubarie Furansīnu)
أداء صوتي: أيا هيساكاوا

### لواء بابل
اللواء (باليابانية: 旅団長（ブリガディア）، بالروماجي: Burigadia)
أداء صوتي: يومي هارا
أبيعيل(باليابانية: アビゲイル، بالروماجي: Abigeiru)
أداء صوتي: أياهي تاكاغاكي
غيس (باليابانية: ギース، بالروماجي: Gīsu)
أداء صوتي: يوكا تيرازاكي

### شخصيات أخرى
يوشياكي إيزوكا (باليابانية: 飯塚 義明، بالروماجي: Iizuka Yoshiaki)
أداء صوتي: كينجي نومورا
ساياكو هاتا (باليابانية: 羽田 紗綾子، بالروماجي: Hata Sayako)
أداء صوتي: تشينامي هاشيموتو
نوزومي ماكينو (باليابانية: 牧野 希美، بالروماجي: Makino Nozomi)
أداء صوتي: ريي تاكاهاشي
أكينوري ماكينو (باليابانية: 牧野 晃教، بالروماجي: Makino Akinori)
أداء صوتي: تاكويا كيريموتو
سينا ميورا (باليابانية: 三浦 瀬奈، بالروماجي: Miura Sena)
أداء صوتي: تشياكي تاكاهاشي
كيم كانث (باليابانية: キム・カンス، بالروماجي: Kimu Kansu)
أداء صوتي: ساتوشي تسوروكا
نازاني (باليابانية: ナーズィニー، بالروماجي: Nāzinī)
أداء صوتي: شيزوكا إيشيغامي
تشيساتو يوناميني /  (باليابانية: 与那嶺 ちさと، بالروماجي: Yonamine Chisato)
أداء صوتي: أيانا تاكيتاتسو

## وصلات خارجية
- موقع الأنمي الرسمي باللغة اليابانية
- فتاة السحر والعمليات الخاصة أسُكا على موقع ANN manga (الإنجليزية)